# Alfred Förster (Politiker)

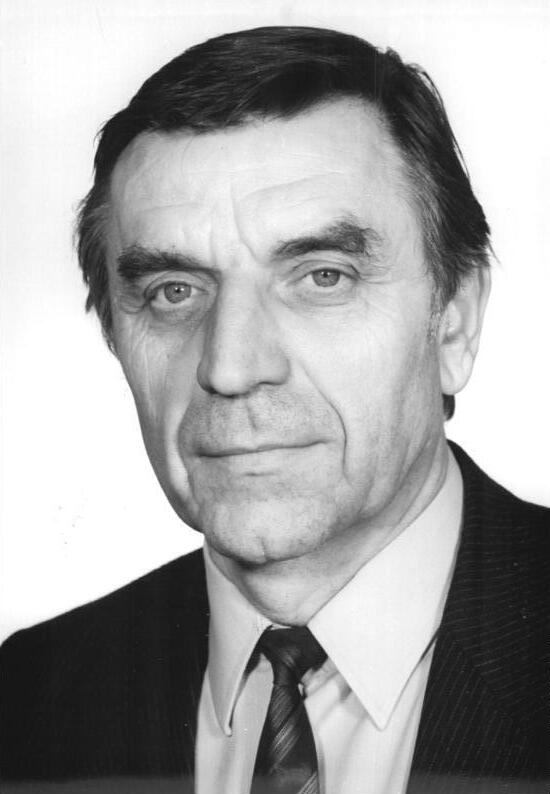
Alfred Förster (1990)

 Alfred Förster (* 28. August 1937 in Lodz; † 4. Februar 2018) war ein deutscher Ingenieur und Politiker (SPD). Er war 1990 Abgeordneter der frei gewählten Volkskammer und von 1990 bis 1994 Mitglied des Sächsischen Landtages.

## Leben und Beruf
Die Familie Förster siedelte im Jahr 1947 in die Sowjetische Besatzungszone über. Alfred Förster besuchte ab 1947 die Grundschule in Langendorf und ab 1952 die Geschwister-Scholl-Oberschule in Zeitz, welche er 1956 mit dem Abitur beendete. Es folgte von 1956 bis 1962 ein Studium an der TU Dresden/Fakultät Luftfahrtwesen. Von 1962 bis 1970 war er in verschiedenen Betrieben als Projektierungsingenieur tätig. Danach war er als Assistent an der TU Chemnitz tätig und promovierte dort 1973 mit der „Ausarbeitung von Mitteln und Methoden zur Rationalisierung der technologischen Projektierung von Teilefertigungsbetrieben des Textilmaschinenbaues, untersucht am Beispiel der Fertigung lager- und hebelförmiger Werkstücksortimente“ zum Dr.-Ing. und 1983 zur Thematik „Rechnergestützte Dimensionierung und Strukturierung von Fertigungssystemen mit CAD-FAIF“ zum Dr. sc. techn.
Von Anfang der 1990er bis zum 30. April 2001 hatte er die Professur für Produktionsmodellierung am Institut für Betriebswissenschaften und Fabriksysteme der TU Chemnitz inne.
Er war evangelischer Konfession, verheiratet und hatte zwei Kinder. Förster wohnte zuletzt in Mittweida und starb im Alter von 80 Jahren.

## Politik
Alfred Förster war seit März 1990 Mitglied der SPD und stellvertretender SPD-Ortsvereinsvorsitzender in Chemnitz. Bei der Volkskammerwahl 1990 wurde er für seine Partei im Wahlkreis 08 (Karl-Marx-Stadt) in die Volkskammer gewählt, der er von März bis Oktober 1990 angehörte. Dort gehörte er den Ausschüssen für Wirtschaft und Deutsche Einheit an. Zudem war er innerhalb seiner Fraktion der Leiter der Arbeitsgruppe Wirtschaft.
Im Oktober 1990 wurde er für die SPD Sachsen über die Landesliste in den Sächsischen Landtag gewählt. Dort war er Leiter des Arbeitskreises Bildung, Wissenschaft und Medien. Zudem gehörte er als Vorsitzender dem Ausschuss für Wissenschaft und Hochschulen sowie als ordentliches Mitglied dem Geschäftsordnungsausschuss an. Bei der Landtagswahl 1994 verpasste er aufgrund des schlechten Abschneidens der SPD auf Listenplatz 26 den Wiedereinzug in den Landtag.